# ピッグズ・ピーク
ピッグズ・ピーク（Piggs Peak）は、エスワティニの都市。人口は4568人(2013年)規模である。

## 概要

### 名称
ピッグズ・ピークの名は、初期入植者の一人であるウィリアム・ピッグの名をとって名付けられた。

## 地理
スワジランド北西部に位置し、ホホ地方に属する。
町の近くにはPhophonyane滝がある。

## 歴史
ピッグズ・ピークは1884年に金鉱の町として設立されたが、現在の主な産業は林業である。

## 経済
ピッグズ・ピークの町にはカジノがあり、おもに南アフリカからの観光客が訪れる。2001年に、ピッグズ・ピークから南に12㎞のところにあるコマチ川に、高さ115mのMagugaダムが建設された。